# Río Mora
El río Mora es un río del este de la península ibérica, tributario del Mijares por su margen izquierda, que discurre íntegramente por la provincia de Teruel, en Aragón, España.

## Curso
El Mora tiene su nacimiento en la fuente Lozana (aunque de acuerdo con algún autor se forma en el forcallo de los barrancos de fuente Narices y fuente Lozana), baja desde la sierra de Nogueruelas, atraviesa el término municipal de Mora de Rubielos en sentido primero norte-sur, después noroeste-sudeste, y cae en Miles en la frontera entre Mora y San Agustín, aguas arriba de la importante hoz que hay entre esta última localidad y Rubielos.